# Sîngereii Noi, Sîngerei
Sîngereii Noi este satul de reședință al comunei cu același nume din raionul Sîngerei, Republica Moldova. Sângereii Noi sunt amplasați la 25 km de centrul raional (Sîngerei), 12 km de Bălți, 125 km de Chișinău și 10 km de stația feroviară Alexăndreni.

## Istorie

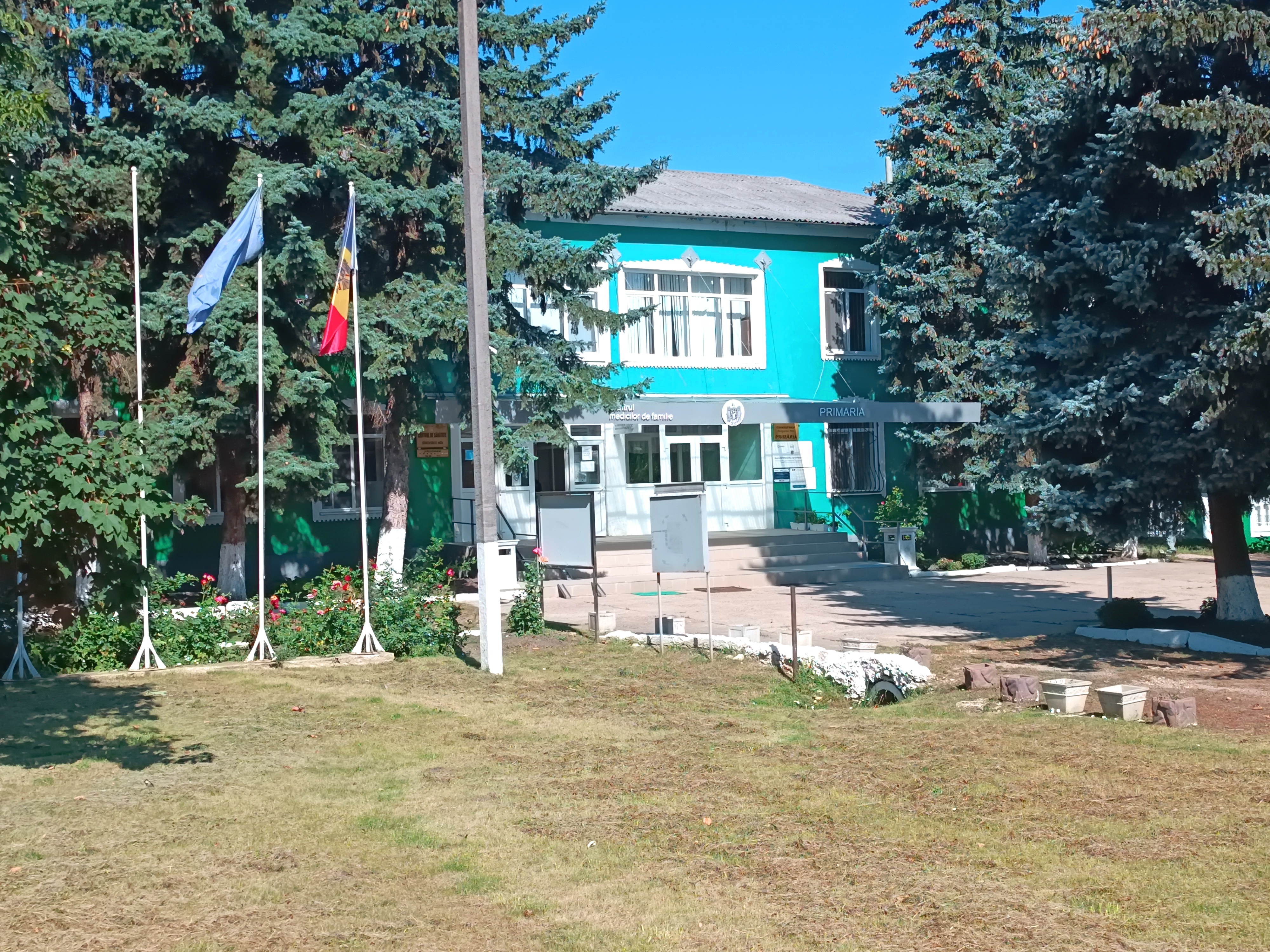
Primărie

Primii oameni s-au stabilit pe aceste meleaguri în jurul anului 30.000 î.e.n. Inițial s-au înființat 3 sate, ulterior existând doar unul. Pe vetrele așezărilor au fost descoperite urme de case din lut și lemn, grămezi de lut ars, vase din lut pictate și alte obiecte casnice, date din eneolitic (mileniile IV-II î.e.n.). O altă așezare a fost fondată la sfârșitul epocii bronzului (sec. XIV-XII î.e.n), pe vatra căreia au fost găsite urme de case arse, vase de lut etc. În perioada romană a existat o localitate care s-a menținut până la invazia hunilor din 376 e.n. În preajma satului actual sunt 2 movile funerare lăsate de cetele nomazilor care au trecut pe aici. După constituirea Țării Moldovei au existat două sate care au existat până la sfârșitul sec. XVI.
Satul Sîngereii Noi a fost fondat în 1921, ca rezultat a reformei agrare din 1918-1924 când mai multe familii de țărani și-au întemeiat gospodării pe loturile de împroprietărire. Noul sat a fost denumit după o altă localitate din apropiere - Sîngerei. În perioada interbelică satul era înregistrat în comuna Rădoaia (județul Bălți), aparținea de Tribunalul Bălți, judecătoria de ocol Pepeni, oficiul poștal și telegraful din Alexăndreni. În sat funcționau o școală primară și 5 băcănii. În 1933 numărul copiilor de 5-16 ani era de 176, pe când în lista catalogului erau înregistrați numai 84 de elevi. Învățători pe atunci au fost: Teodor Lomaca (căsătorit, 26 ani) și Ion Ciubotaru (necăsătorit, 25 ani).În 1935 în sat erau deja 450 de familii cu 2219 persoane.
În perioada sovietică în Sîngereii Noi se află sediul întreprinderii intercolhoznice „Progresul” al asociației „Kolhozjivprom”, specializată în creșterea și îngrășarea vitelor cornute mari. În anii '70 funcționau o școală medie, club cu instalație de cinematograf, ateliere de deservire socială, punct medical, maternitate, oficiul poștal, grădiniță, magazine.
În 1989 populația satului constituia 3092 locuitori, inclusiv: 2519 români, 501 ucraineni, 64 ruși și 8 persoane alte naționalități.

## Populație
Români (87,67%)
     Ucraineni (10,63%)
     Ruși (1,31%)
     Alte etnii (0,39%)
La recensământul din 2004 în Sânereii Noi au fost înregistrate 3341 persoane, inclusiv 1641 bărbați și 1700 femei. Componența etnică este următoare: 2929 locuitori - români, 355 locuitori - ucraineni, 44 locuitori - ruși, 5 găgăuzi, 2 rromi, alte naționalități - 6 persoane.
| An   | Populație |
| ---- | --------- |
| 1930 | 1.514     |
| 1941 | 2.030     |
| 1979 | 2.787     |
| 1989 | 3.055     |
| 1994 | 3.092     |
| 2004 | 3.341     |
| 2009 | 3.467     |

## Social

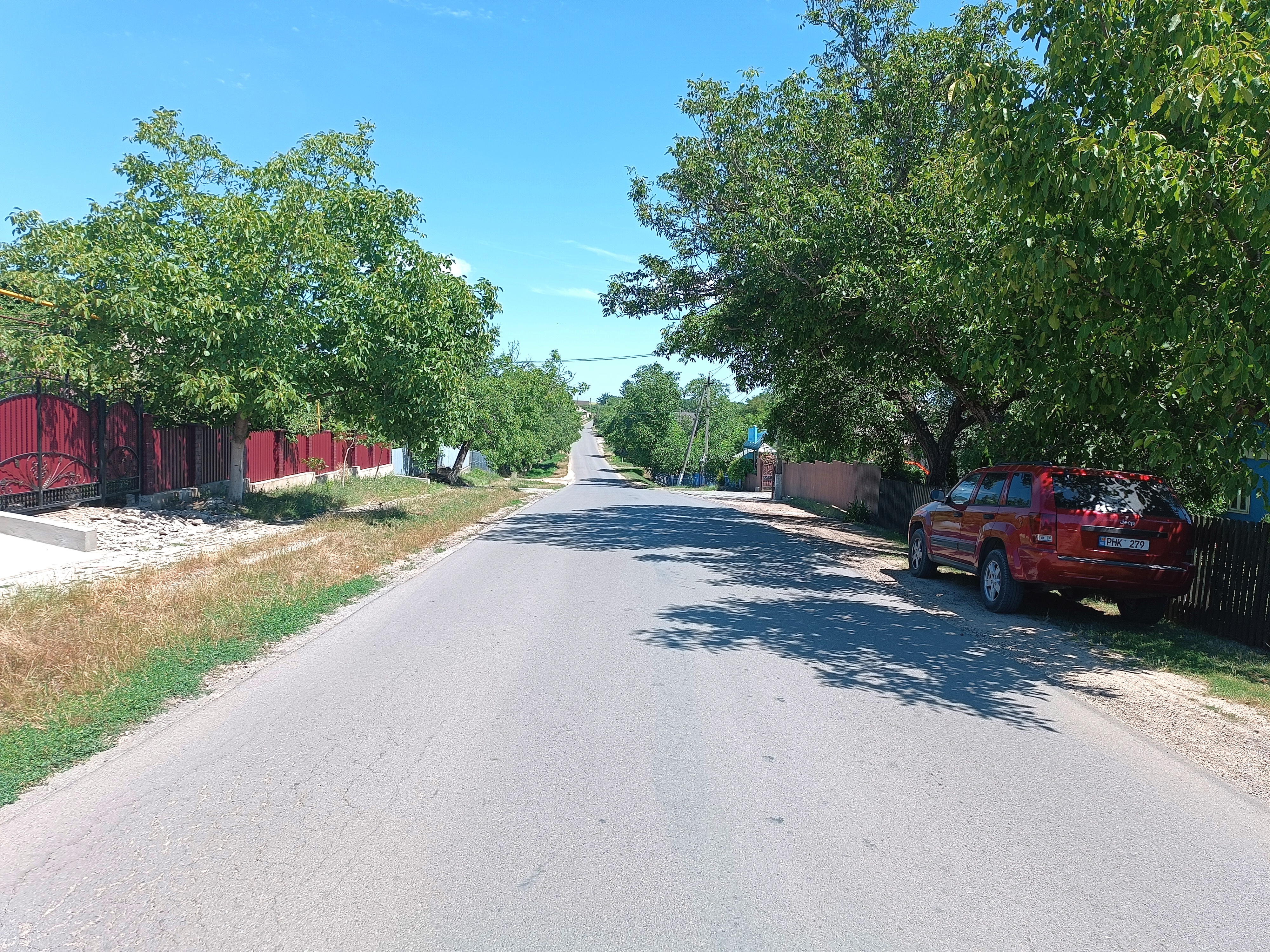
Strada centrală

Fondul locativ este reprezentat de 474 de case (2016) cu o suprafață totală de 24 mii m2. În 2004 existau 1267 de gospodării casnice, mărimea medie a unei gospodării fiind de 3,8 persoane. În sfera educației există 3 instituții preșcolare și Liceul Teoretic „Alecu Russo” cu circa 700 de locuri ( în 2025 deja e gimnaziul „Alecu Russo”) . La dispoziția locuitorilor mai sunt 2 frizerii, o policlinică, 2 biblioteci, un oficiu de telecomunicații etc. Casa de cultură este una dintre cele mai mari din raion.

## Economie
Principala ramură economică este agricultura în care activează întreprinderile și gospodăriile agricole: SRL „Canaan-Agro”, SRL „Craușanius-Agro”. Satul dispune de 1.000 ha de teren arabil, 33 ha de vii și 17 ha de livezi. În domeniul comerțului funcționează 3 magazine.